# قانون حفاظت و توسعه صنایع ایران
قانون حفاظت و توسعه صنایع ایران از قوانین جمهوری اسلامی ایران است که در ۱۰ تیر ۱۳۵۸ به تصویب شورای انقلاب اسلامی ایران رسید. به موجب این قانون که در جریان مصادره‌های ابتدای انقلاب شکل‌گرفت، دولت تعدادی از صنایع و معادن بزرگ ایران را به تملک خود درآورد. صاحبان این صنایع به نوشته این قانون «از طریق روابط غیرقانونی با رژیم گذشته، استفاده نامشروع از امکانات و تضییع حقوق عمومی به‌ثروتهای کلان دست یافته‌اند وبرخی از آنها از کشور متواری هستند.» در نتیجه این قانون سازمان صنایع ملی ایران تأسیس شد. گفته می‌شود بیش از ۵۰۰ واحد تولیدی در سراسر کشور مشمول مصوبه شورای انقلاب شدند.
جلسه‌ای به تاریخ یکشنبه ۲۷ خرداد ۱۳۵۸ شورای انقلاب با حضور عزت‌الله سحابی، عباس شیبانی، مسعودی، موسوی اردبیلی، بهشتی، جلالی و باهنر برای رسیدگی به لایحه ملی کردن صنایع تشکیل شد. در جلسات مربوط به تصویب طرح، که مخالفان و موافقان خودش را داشت، نظر عزت‌الله سحابی، از اعضای اصلی شورای انقلاب، اینگونه بود: «اتهام بزرگ همه صنعتگران این بود که پای امپریالیسم را به کشور باز کرده بودند.»
چندین نفر از این ۵۳ نفر تلاش کردند تا اموال خود را پس بگیرند. آنها حتی توانستند با چهره‌های مهم سیاسی نیز دیدار داشته‌باشند و بی‌دلیل بودن مصادره‌ها را توضیح دهند. اما در نهایت تلاش آنها بی‌نتیجه ماند.
این قانون با این که بر گسترش فعالیت‌های اقتصادی و ایجاد اشتغال تأکید می‌کرد، مشکلات شدیدی را پیش روی سرمایه‌داری ایران قرار داد. شرکت‌هایی چون کفش ملی که توسط محمد رحیم ایروانی تأسیس شده بود با بیش از ۳۳۰ شعبه در سطح ایران بین بین نهادهای مختلف تقسیم شد. بسیاری از این شرکت‌ها امروز در وضع ورشکستگی به سر می‌برند. گزارش‌های منتشرشده پس از فروکشیدن جو اوایل انقلاب، نشان می‌دهند که بسیاری از صاحبان این کارخانه‌ها و واحدهای تولیدی، هیچ «روابط غیرقانونی با رژیم گذشته» نداشته‌اند و قاضی‌ها احکام نادرستی صادر کرده‌اند.
خانواده‌هایی چون ایروانی، خانواده لاجوردی‌ها (شرکت بهشهر)، خانواده برخوردار (پارس الکتریک)، خانواده خسروشاهی، خانواده ارجمندی (کارخانه ارج)، خانواده خیامی، خانواده توکلی (کبریت توکلی) مشمول این قانون شده و اموالشان مصادره شد.